# Helena Vanloon
Helena Vanloon (Maaseik, 8 december 1966) is een Vlaamse actrice.
Studeerde af aan de Studio Herman Teirlinck.
Was verbonden aan KNS-Raamtheater en speelde bij verschillende gezelschappen.
De bekendste tv-rol is die van Marleen in Lili en Marleen (1994-1999, 2003, 2006-2007 en 2009-2010). Ze is een van de pioniers van de legendarische reeks over het leven in en rond Café De Lichttoren.
Ze speelde verder gastrollen in o.a. De Kotmadam (vriendin van Koen in 1991, Annemieke in 1995), Freddytex (Lut), Spoed (Zuster Greta in 2001, vrouw die uit wagen geduwd werd in 2004), Wittekerke (Britt) en Hallo België! (Joke Wevers). Daarnaast werkte ze mee aan luisterspelen waaronder het Koekoeksnest (VRT). 
Ze werkte als leerkracht woordkunst en drama in muziekacademies en bij de organisatie Mus-E.
Sinds 2012 is ze verbonden aan de Keizerskapel.
Van 2019-2025 was ze verbonden aan de monumentale Sint-Jacobskerk in Antwerpen.
In 2025 startte ze bij The Phoebus Foundation SON.